# 인스케이프
인스케이프(Enscape Co. Ltd.)는 이차전지 등 검사장비에 주력하는 대한민국의 기업이다.
 인터밸류파트너스, 인터베스트, 에코프로파트너스와 타임폴리오자산운용, 삼성증권 등이 투자하였으며 코스닥 상장을 목표로 최근 삼성증권과 상장 주관 계약을 체결했다

## 같이 보기
- 이차전지
- 머신비전

## 참고문헌
1. ↑  김상백 인스케이프 대표 "글로벌 머신비전 도약" 와이픽, 2023.11.12
2. ↑  김예린, 2차전지 장비사 '인스케이프', 100억 유증 추진…에코프로 등 '러브콜', 더벨, 2023-10-27
3. ↑  김남균, '2차전지 검사장비 기대주' 인스케이프 IPO 추진, 서울경제, 2023.08.03